# Tokai (Ibaraki)
Tōkai (東海村, Tōkai-mura) é uma aldeia localizada na Prefeitura de Ibaraki, Japão. Em 1º de julho de 2020, a aldeia tinha uma população estimada de 37.651 pessoas em 15.148 domicílios e uma densidade populacional de 991 pessoas por quilômetro quadrado. A porcentagem da população com mais de 65 anos de idade era de 25,8%. A área total da vila é de 38 quilômetros quadrados. A Agência de Energia Atômica do Japão, juntamente com outras organizações, opera atualmente várias instalações de pesquisa de tecnologia nuclear na cidade. Em particular, a Usina Nuclear de Tokai.

## História
As vilas de Muramatsu e Ishigami foram criadas com o estabelecimento do sistema municipal moderno em 1º de abril de 1889. Em 31 de março de 1955, as duas vilas se fundiram para formar a vila de Tōkai. Em 1956, o Instituto Japonês de Pesquisa de Energia Atômica foi estabelecido em Tōkai. Depois que o JRR-1, o primeiro reator nuclear do Japão, atingiu a criticidade, muitas instalações relacionadas à energia nuclear, como a Agência de Energia Atômica do Japão, a Usina Hidrelétrica de Tokai da Companhia de Energia Atômica do Japão e a Usina Hidrelétrica de Tokai No. 2, foram concentradas na vila, que se tornou a base da indústria nuclear japonesa. A aldeia foi o local do acidente nuclear de Tokaimura, que ocorreu na usina de reprocessamento nuclear JCO em 30 de setembro de 1999, que matou duas pessoas.